# Excreție
Excreția reprezintă procesul de eliminare a substanțelor rezultate în urma procesului de descompunere datorat metabolismului, alături de alte materiale inutile organismului, care trebuie eliminate. Acesta este un proces esențial pentru toate formele de viață existente. Excreția reprezintă un proces total opus secreției, prin care substanțele secretate pot avea sarcini specifice, după ce au părăsit celula.
La organismele unicelulare substanțele rezultate în urma procesului de descompunere se elimină direct de pe suprafața celulei. Organismele pluricelulare posedă un aparat excretor mult mai complex. Plantele superioare elimină gazele prin intermediul stomatei sau a porilor de pe suprafața frunzelor. Animalele au organe speciale de excreție.

## Excreția la mamifere
La mamifere procesul de excreție reprezintă formarea urinei în rinichi și formarea de molecule de dioxid de carbon (reziduuri metabolice abundente specifice mamiferelor) ca urmare a respirației, care apoi sunt exhalate din plămâni. Aceste materiale inutile sunt eliminate prin urinare și respectiv prin exhalare. În procesul de urinare, controlul hormonal al excreției apare la nivelul tubilor distali ai rinichilor în funcție de instrucțiunile provenite de la hipotalamus. În cazul în care nu se produce excreție într-un organism, se vor acumula substanțe reziduale care vor duce la îmbolnăvirea și ulterior la moartea organismului.

### În rinichi
La mamifere, principalele organe de excreție sunt atât rinichii și organele urinare accesorii  prin care se elimină urina, cât și intestinul gros din care sunt expulzate substanțele reziduale sub formă solidă. În terminologia strict biologică, produsele alimentare nedigerate din fecale nu sunt considerate excreție, deoarece ele nu reprezintă substanțe reziduale provenite în urma metabolismului.  Cu toate acestea, substanțele secretate de bilă, care apoi sunt eliminate prin fecale, sunt considerate a fi excretate. 
Pielea și plămânii au și ele funcții de excreție: pielea elimină substanțe reziduale provenite în urma metabolismului, cum ar fi ureea și acidul lactic, prin transpirație, în timp ce plămânii elimină dioxidul de carbon.

### Altele
- Excreția mucociliară  este excreția de mucus provenită de la sistemul respirator.
- Excreția biliară  apare la nivelul bilei, este transmisă duodenului și ulterior este transformată în fecale.
- Transpirația  reprezintă excreția de săruri și de apă din organism, cu toate că scopul principal al transpirației este acela de a răci organismul.

## Non-mamifere

Structura chimică a acidului uric.

La plante procesarea substanțelor este mult mai lentă decât la animale. Astfel, acumularea de substanțe reziduale este mult mai lentă și nu există organe specializate de excreție. Plantele verzi care se dezvoltă în întuneric, sau plantele care nu conțin clorofilă, produc dioxid de carbon și apă sub formă de produse reziduale respiratorii. Dioxidul de carbon eliberat în timpul respirației este un produs al fotosintezei.Chiar și oxigenul poate fi considerat o substanță reziduală generată în timpul fotosintezei.  Plantele se pot debarasa de excesul de apă prin procesul de transpirație. Substanțele reziduale pot fi depozitate în frunzele care cad de pe plantă. Alte substanțe reziduale, care sunt eliminate de plante în timpul procesului de transpirație - rășini, seve, latex etc. - provin din interiorul plantei care sunt forțate spre suprafață prin presiunile hidrostatice și prin forțele de absorbție existente la nivelul celulelor din plante. De asemenea, plantele mai elimină și unele substanțe reziduale în solul din jurul rădăcinilor lor. Excrețiile sunt de culoare maro.
De obicei animalele acvatice elimină amoniac  direct în mediul înconjurător și din moment ce acest compus are o mare solubilitate, el se poate dilua cu ușurință în cantitatea mare de apă existentă. La animalele terestre compușii asemănători substanței de amoniac sunt convertiți în alte materiale nitrogenoase, ținând cont de faptul că există o cantitate mai mică de apă în mediul înconjurător, iar amoniacul simplu este el însuși o substanță toxică.

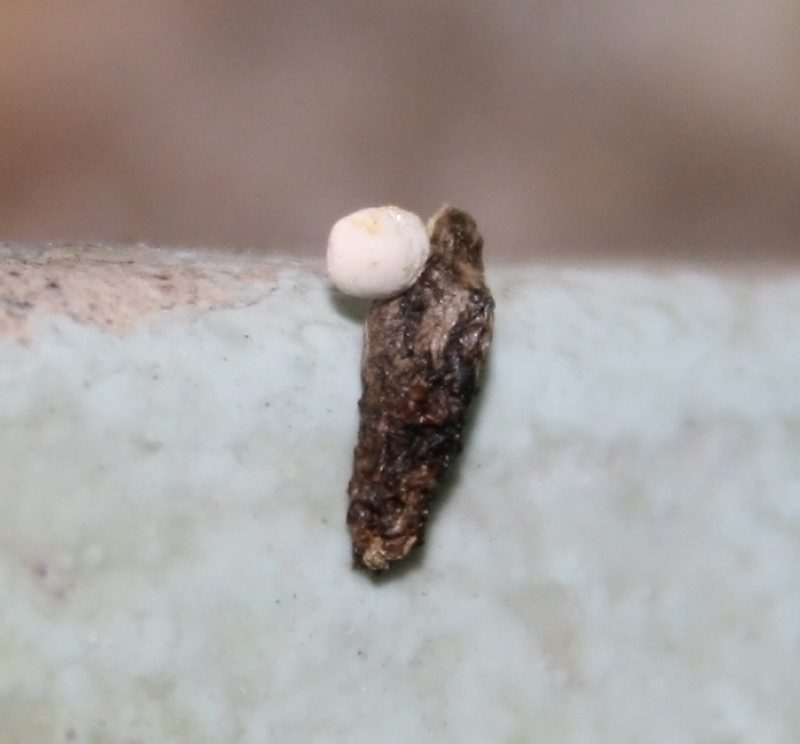
Matriță în alb privind acidul uric defecat cu fecale închise la culoare, provenite de la o șopârlă. Insecte, păsări și alte câteva reptile, supuse unui mecanism similar.

Păsările excretă substanțe reziduale de tip nitrogenos și sub formă de acid uric cu aspectul unei paste. Din punct de vedere metabolic, acest lucru este mult mai costisitor, însă permite o retenție mult mai eficientă a apei,  care poate fi asimilată mai ușor de ou. Majoritatea speciilor de păsări și mai ales speciile de păsări marine elimină de asemenea și sare prin intermediul glandelor nazale specializate în eliminarea sării, soluție salină care există în nările poziționate pe ciocul lor.
Insectele au un sistem de excreție care antrenează tubii Malpighieni utili pentru a elimina substanțele reziduale ca o consecință a proceselor metabolice. Aceste substanțe reziduale, rezultate în urma proceselor metabolice, se împrăștie, sau sunt transportate în tubule, care la rândul lor le transportă către intestine. Substanțele reziduale astfel obținute din urma proceselor metabolise sunt apoi eliminate din organism împreună cu materiile fecale.
Multe persoane folosesc greșit termenul de excreție, ca eufemism pentru termenul de defecare și continuă să folosească termenul de excremente în loc de fecale, lucru care din punct de vedere biologic este total incorect.